# Repêchage d'expansion de la LNH 1972
Ne pas confondre avec le repêchage amateur de la LNH 1972.
1970 1974
Le repêchage d'expansion de la LNH de 1972 est le troisième des repêchages d'expansion à avoir lieu au cours de l'histoire de la Ligue nationale de hockey. Il permit l'addition des Islanders de New York et des Flames d'Atlanta dans la ligue. Cet ajout a été décidé par les dirigeants de la LNH afin de contrer sa concurrente, l'Association mondiale de hockey, qui songeait à installer des franchises dans ces deux villes (Long Island et Atlanta) où des arénas venaient d'être construits.
Le repêchage eut lieu le 6 juin 1972 , la veille du repêchage amateur de la LNH 1972. Les Flames choisirent en premiers.

## Les choix

### Choix des Flames d'Atlanta
| Rang                   | Joueur           | Position | Repêché de                    |
| ---------------------- | ---------------- | -------- | ----------------------------- |
| 1                      | Phil Myre        | G        | Canadiens de Montréal         |
| 2                      | Kerry Ketter     | D        | Canadiens de Montréal         |
| 3                      | Daniel Bouchard  | G        | Bruins de Boston              |
| 4                      | Norm Gratton     | AG       | Rangers de New York           |
| 6                      | Ron Harris       | D        | Red Wings de Détroit          |
| 8                      | Larry Romanchych | AD       | Black Hawks de Chicago        |
| 10                     | Bill MacMillan   | AG       | Maple Leafs de Toronto        |
| 12                     | Randy Manery     | D        | Red Wings de Détroit          |
| 14                     | Keith McCreary   | AD       | Penguins de Pittsburgh        |
| 16                     | Ernie Hicke      | C        | Golden Seals de la Californie |
| 18                     | Lew Morrison     | AD       | Flyers de Philadelphie        |
| 20                     | Lucien Grenier   | AD       | Kings de Los Angeles          |
| 22                     | Bill Plager      | D        | Blues de Saint-Louis          |
| 24                     | Morris Stefaniw  | C        | Rangers de New York           |
| 26                     | John Stewart     | AG       | Penguins de Pittsburgh        |
| 28                     | Bobby Leiter     | C        | Penguins de Pittsburgh        |
| 30                     | Pat Quinn        | C        | Canucks de Vancouver          |
| 32                     | Larry Hale       | D        | Flyers de Philadelphie        |
| 34                     | Bill Haindl      | AG       | North Stars du Minnesota      |
| 36                     | Frank Hughes     | AG       | Golden Seals de la Californie |
| 38                     | Rod Zaine        | C        | Sabres de Buffalo             |
| Repêchage inter-ligues |                  |          |                               |
| 1                      | Bill Speer       | D        | Reds de Providence (LAH)      |

### Choix des Islanders de New York
| Rang                   | Joueur           | Position | Repêché de                    |
| ---------------------- | ---------------- | -------- | ----------------------------- |
| 2                      | Gerry Desjardins | G        | Black Hawks de Chicago        |
| 4                      | Billy Smith      | G        | Kings de Los Angeles          |
| 1                      | Bart Crashley    | D        | Canadiens de Montréal         |
| 3                      | Dave Hudson      | D        | Canadiens de Montréal         |
| 5                      | Ed Westfall      | AD       | Bruins de Boston              |
| 7                      | Garry Peters     | C        | Bruins de Boston              |
| 9                      | Larry Hornung    | D        | Blues de Saint-Louis          |
| 11                     | Bryan Lefley     | D        | Rangers de New York           |
| 13                     | Brian Spencer    | AG       | Maple Leafs de Toronto        |
| 15                     | Terry Crisp      | C        | Blues de Saint-Louis          |
| 17                     | Ted Hampson      | C        | North Stars du Minnesota      |
| 19                     | Gerry Hart       | D        | Red Wings de Détroit          |
| 21                     | John Schella     | D        | Canucks de Vancouver          |
| 23                     | Bill Mikkelson   | D        | Kings de Los Angeles          |
| 25                     | Craig Cameron    | AD       | North Stars du Minnesota      |
| 27                     | Tom Miller       | C        | Maple Leafs de Toronto        |
| 29                     | Brian Marchinko  | C        | Sabres de Buffalo             |
| 31                     | Ted Taylor       | AG       | Canucks de Vancouver          |
| 33                     | Norm Ferguson    | AD       | Golden Seals de la Californie |
| 35                     | Jim Mair         | D        | Flyers de Philadelphie        |
| 37                     | Ken Murray       | D        | Sabres de Buffalo             |
| Repêchage inter-ligues |                  |          |                               |
| 2                      | Neil Nicholson   | D        | Salt Lake City                |
| 3                      | Don Blackburn    | AG       | Reds de Providence (LAH)      |
| 4                      | Conley Forey     | AG       | Bears de Hershey (LAH)        |
| 5                      | Dennis Kassian   |          | Swords de Cincinnati (LAH)    |